# Frauenweißenbach
Der Frauenweißenbach ist ein Gebirgsbach im Toten Gebirge und rechter Zufluss der Traun in der Marktgemeinde Ebensee am Traunsee im Bezirk Gmunden in Oberösterreich. 

## Geographie

### Verlauf
Der Bach entsteht bei Dielleiten aus dem Zusammenfluss des rechten Offenseebachs und des linken Gimbaches, der auch unter dem Namen Schwarzbach bekannt ist. Die Länge vor allem des rechten Oberlaufs ist deutlich größer als die des Frauenweißenbachs, der großteils natürlich und ca. 3 km lang westnordwestwärts in einem Schotterbett fließt, ehe er etwas oberhalb von Ebensee am Traunsee an der Saline von rechts in die Traun mündet.

### Zuflüsse
Hierarchische Liste einer Auswahl der Zuflüsse, jeweils vom Ursprung zur Mündung.
- Offenseebach, rechter Oberlauf von zuletzt Osten. Entfließt dem Offensee.
  - Rinnerbach, Zufluss des Offensees von Südosten. Entspringt am Weißhorn.
    - Grünbach, von links und Südwesten. Entspringt am Grünberg.

  - Grieseneckbach, von rechts und Osten an der Klausstube unterhalb des Offensees
    - Steinbach, rechter Oberlauf aus dem Osten.
    - Grubenbach, linker Oberlauf aus dem Südosten. Entspringt am Gschirreck.

  - Waidbach, von links und Südwesten an der Klausstube. Entspringt am Sulzkogel.
- Gimbach, linker Oberlauf von zuletzt Süden. Entspringt unter der Langwand.
  - Schwarzenbach, von rechts am Schwarzenbachstüberl. Entspringt nahe der Teufelskirche.
    - Zwerchbach, von links und Süden. Entspringt am Nestlerkogel.

## Nutzung
Die Energie AG Oberösterreich betreibt am Frauenweißenbach ein Wasserkraftwerk. Das dafür genutzte Wasser wird unterhalb der Einmündung des Offenseebaches ausgeleitet, sodass der größte Teil des Frauenweißenbaches eine Restwasserstrecke ist, die im Sommer zum Teil austrocknet, was zu einem unbefriedigenden ökologischen Zustand führt.